# Gawial gangesowy
Gawial gangesowy, gawial (Gavialis gangeticus) – gatunek krokodyla z rodziny gawialowatych (Gavialidae), obejmującej jeszcze krokodyla gawialowego. Występuje w Azji Południowej, jest krytycznie zagrożony wyginięciem.

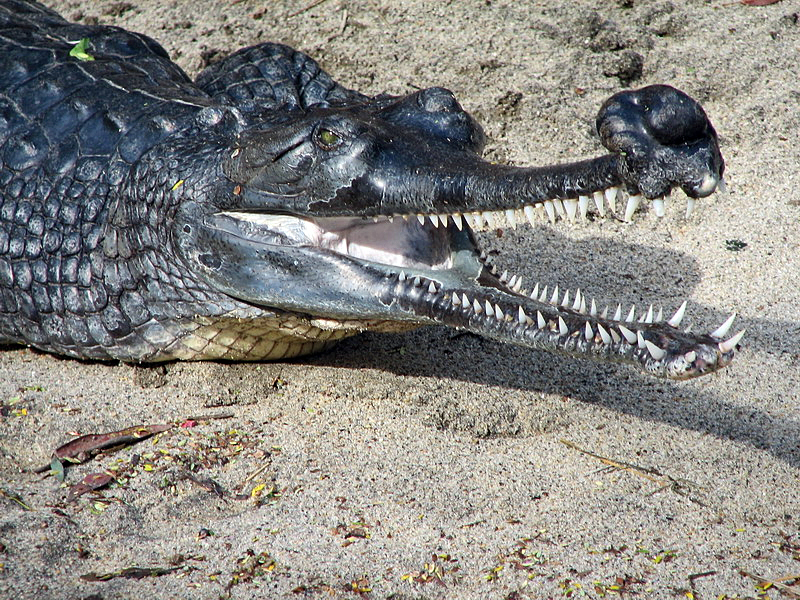
Głowa samca

## Zasięg występowania
Indie, Nepal i Bangladesz; wymarł w Pakistanie, Bhutanie i Mjanmie, być może także w Bangladeszu. Rzeki Ganges, Brahmaputra, Mahanadi oraz ich większe dopływy; dawniej także dorzecza Indusu i Irawadi.

## Budowa ciała
Osiąga do 7 m długości i do 1000 kg masy ciała. Głowa wąska i silnie wydłużona, jej długość jest od 3 do 5,5 razy większa niż szerokość u podstawy. Szczególnie silnie wydłużony jest pysk który jest wyraźnie oddzielony od reszty głowy poprzez silnie zwężenie na granicy oczu. Koniec pyska, na którym znajdują się otwory nosowe, jest buławkowato rozszerzony, zaś u samców znajduje się na nim charakterystyczny miękki wyrostek. W górnej szczęce znajduje się od 54 do 58 zębów, a w żuchwie od 50 do 52. Wszystkie zęby są tego samego kształtu i wielkości – są one długie, cienkie, bardzo ostre i skierowane lekko ukośnie w bok. Grzbiet pokryty jest czterema podłużnymi rzędami dużych płyt kostnych. Pośrodku, wzdłuż ogona ciągnie się rząd 19 nieparzystych płyt uzbrojonych w grzebieniaste wyrostki, po bokach po 19 płyt o kształcie dachówkowatym. Ma stosunkowo słabe nogi, zaś między palcami kończyn występują błony pływne nie sięgające końców palców.
Ubarwienie grzbietu dorosłego osobnika jest brunatnozielone zaś brzucha żółtozielone.

## Biologia i ekologia

### Tryb życia ibiotop
Zamieszkuje przede wszystkim duże rzeki.

### Odżywianie
Żywi się głównie rybami, a także ptakami, małymi ssakami oraz padliną. Ofiarę chwyta nagłym ruchem głowy skierowanym w bok.

### Rozród
Samica gawiala składa do 40 jaj, zagrzebując je w piasku. Wylęgające się młode mają ciało o długości ok. 40 cm, z czego na pysk przypada 4 cm, a na ogon 22 cm.

## Znaczenie dla człowieka
Jest czczony przez hindusów jako zwierzę poświęcone bogowi Wisznu. Znane są przypadki ataków na ludzi.
Jest trudny do utrzymania w niewoli.